# Jirin Gol (köpinghuvudort i Kina, Inner Mongolia Autonomous Region, lat 44,47, long 117,07)
Jirin Gol (kinesiska: 吉仁高勒, 吉仁高勒镇) är en köpinghuvudort i Kina. Den ligger i den autonoma regionen Inre Mongoliet, i den norra delen av landet, omkring 600 kilometer nordost om regionhuvudstaden Hohhot. Antalet invånare är 7 473. Befolkningen består av 3 325 kvinnor och 4 148 män. Barn under 15 år utgör 11,0 %, vuxna 15-64 år 84 %, och äldre över 65 år 3,0 %.
Runt Jirin Gol är det mycket glesbefolkat, med 3 invånare per kvadratkilometer. Det finns inga andra samhällen i närheten. Trakten runt Jirin Gol består i huvudsak av gräsmarker.
Genomsnittlig årsnederbörd är 534 millimeter. Den regnigaste månaden är juni, med i genomsnitt 136 mm nederbörd, och den torraste är januari, med 4 mm nederbörd.